# Antiga Pabordia
L'Antiga Pabordia és un edifici del municipi de Lloret de Mar (Selva) que forma part de l'Inventari del Patrimoni Arquitectònic de Catalunya. És un edifici cantoner de sis plantes, tres crugies i terrassa plana situat a segona línia de costa, a la plaça d'Espanya, entre els carrers Sant Martí i Sant Mateu.

## Descripció
La façana està arrebossada i pintada de blanc, a excepció dels emmarcaments de pedra, granítica i sorrenca, i les cadenes cantoneres. A la planta baixa hi ha un sòcol de pedra poc desbastada de mig metre d'alçada i un portal de pedra sorrenca amb llinda horitzontal. Existeixen dues portes més, sobre les quals hi ha els rètols de l'establiment (Bar - Bella Dolores - Hotel).
El primer pis conté tres finestres amb tres blocs de suport a la base de l'ampit. Els emmarcaments són de pedra sorrenca i granítica, i els ampits són motllurats. La finestra central és més gran que les altres. A la llinda d'aquesta finestra més gran hi ha un alt relleu de tema marià amb una composició simètrica d'estil classicista. La Verge (del Roser) amb el nen, sota una gran corona està flanquejada per dos àngels, que la duen amb un llençol i són de dimensions molt més grans que la Verge.
Al segon pis hi ha tres finestres, dues d'obra de rajola i una amb brancals de pedra. Els tres pisos superiors contenen finestres d'obra de rajola i ciment i ampit de rajola plana. Al primer pis, a la façana lateral del carrer Sant Martí, hi ha una altra finestra emmarcada de pedra amb l'ampit treballat. El ràfec està format per una filera de rajola plana, que dona ja a la terrassa.

## Història
En l'època medieval el terme de Lloret pertanyia als canonges del capítol de la catedral de Girona. Existeixen dotze pabordies sota el seu control i les anomenaven amb els noms dels mesos de l'any. A la de Lloret l'anomenaven "Novembre". A cada pabordia hi regia un prepòsit, paborde o administrador, encara que era normal que hi hagués un representant o batlle. La dependència del Capítol de Girona va durar fins al segle xix, tot i que ja des del segle xv (1446) alguns lloretencs havien demanat la incorporació de les seves terres i termes a la Corona.
La Pabordia de Lloret fou localitzada en aquest solar fins a finals del segle xvi, que passà a situar-se a la Casa Nova del Capítol o Casa Marlés. Per aquesta raó, i malgrat que la documentació de l'antiga pabordia arriba fins al segle xiv, l'estructura bàsica de la casa i algunes restes d'emmarcaments i llindes es poden situar al voltant del segle xvi. L'edifici original tenia dues plantes, a la qual se li va afegir una tercera, possiblement al segle xix. Durant el segle XX s'han afegit els tres pisos superiors. És evident un canvi de pedra, en el trànsit del segon al tercer pis, de les cadenes cantoneres.
A l'arxiu Municipal de Lloret de Mar es conserva un document inèdit de 1936, mecanografiat per Esteve Fàbregas i Barri. Es titula "La casa del Capítol" i és una mena de recerca de notícies històriques d'aquesta casa i de la casa Marlés, nova casa del capítol des de 1585. En aquest document esmenta el nom popular de Cal Drapaire de la Plaça.